# ブグニ州
ブグニ州（ブグニしゅう、フランス語: Région de Bougouni）は、マリ共和国南部の州。州都はブグニ。北西をクリコロ州と、北東をディオイラ州と、東をシカソ州と、南をコートジボワールと、西をギニアと接する。
面積は36,670平方キロメートル、人口は約157万人（2022年国勢調査）。シカソ州を分割して作られた。
2012年3月2日に採択された地方行政区画法（N°2012-017）で創設が決定した新州のひとつで、マリ北部紛争勃発や政局の混乱により創設は延期された。2020年の軍事クーデター後の12月2日、軍事政権によってケバ・サンガレ旅団将軍（当時）が州知事に任命され、暫定的に発足した。2023年2月22日、正式にブグニ州が創設された。

## 圏
2023年2月時点で10圏に区分される。2023年2月の正式発足以前は圏や郡が存在しなかった。
- ブグニ圏（Bougouni）
- ヤンフォリラ圏（Yanfolila）
- コロンディーバ圏（Kolondiéba）
- ガラロ圏（Garalo）
- クーマントゥー圏（Koumantou）
- セリンゲ圏（Sélingué）
- ウエレッセブーグー圏（Ouélessébougou）
- カディアナ圏（Kadiana）
- ファコラ圏（Fakola）
- ドゴ圏（Dogo）

圏の下は30郡、57コミューン、1,010村・フラクスィオン・カルティエの順に細分化されている。